# کازویا ناکایاما
کازویا ناکایاما (ژاپنی: 中山 和弥؛ زادهٔ ۱۰ مهٔ ۱۹۹۲) بازیکن فوتبال اهل ژاپن است.
از باشگاه‌هایی که در آن بازی کرده‌است، می‌توان به باشگاه ورزشی یوکوهاما اشاره کرد.